# آرپاد
آرپاد (مجاری: Árpád; تلفظ مجاری: [ˈa:rpa:d]؛ حدود ۸۹۵ – حدود ۹۰۷) رئیس کنفدراسیون قبایل مجارستان در اواخر سده ۹ و اوایل سده ۱۰ بود.
بسیاری از جزئیات زندگی او توسط مورخان مورد بحث و مناقشه است چرا که منابع مختلف شامل اطلاعات ضد و نقیضی در مورد اوست. با وجود این، بسیاری از مجارها از او به عنوان «بنیانگذار کشور ما» یاد می‌کنند و نقش آرپاد را در فتح حوزه کارپات توسط مجارستان برجسته می‌دانند. دودمان آرپاد تا سال ۱۳۰۱ در پادشاهی مجارستان حکومت کردند.

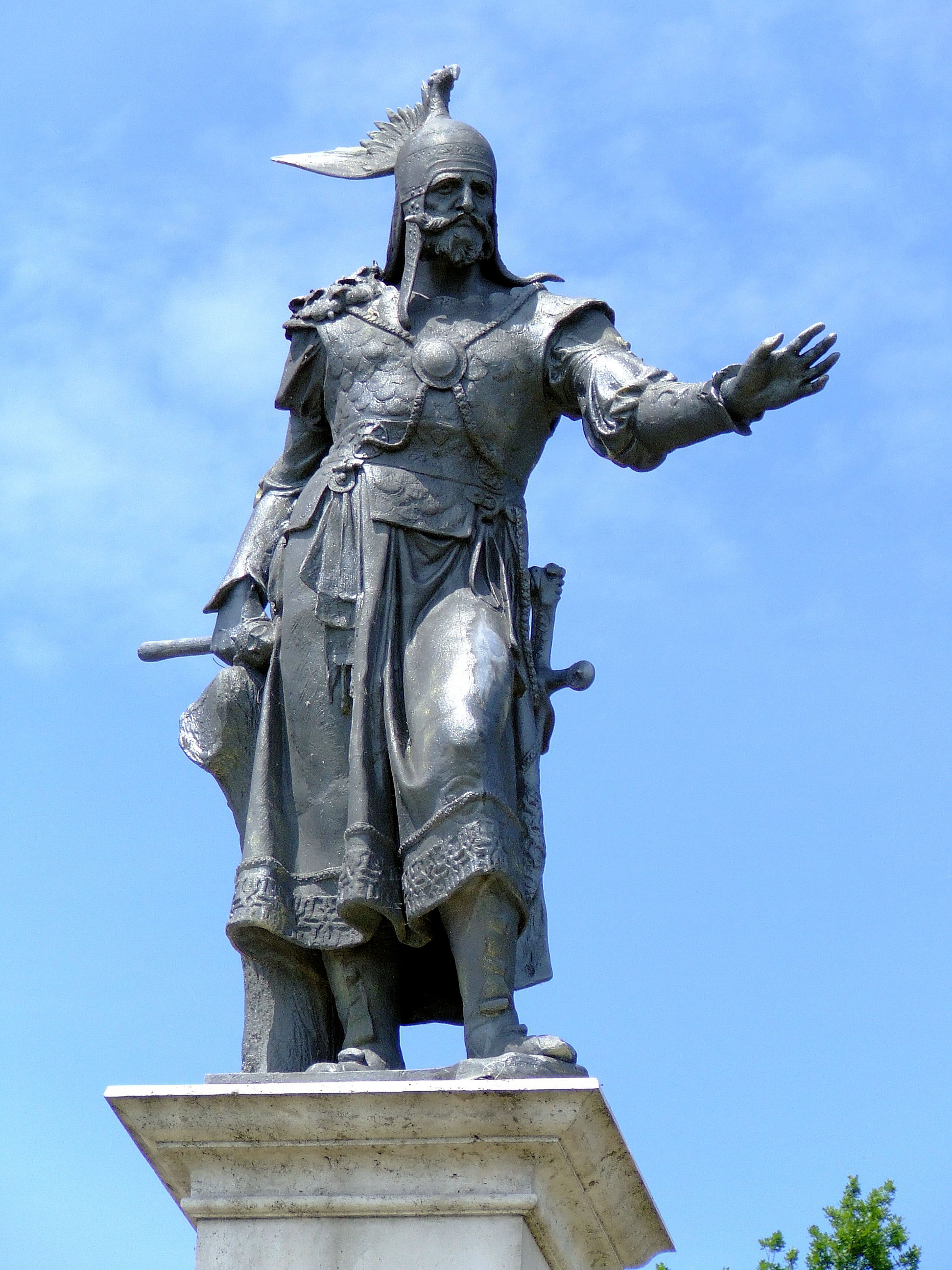
مجسمه آرپاد در راتس‌کوه (مجارستان)

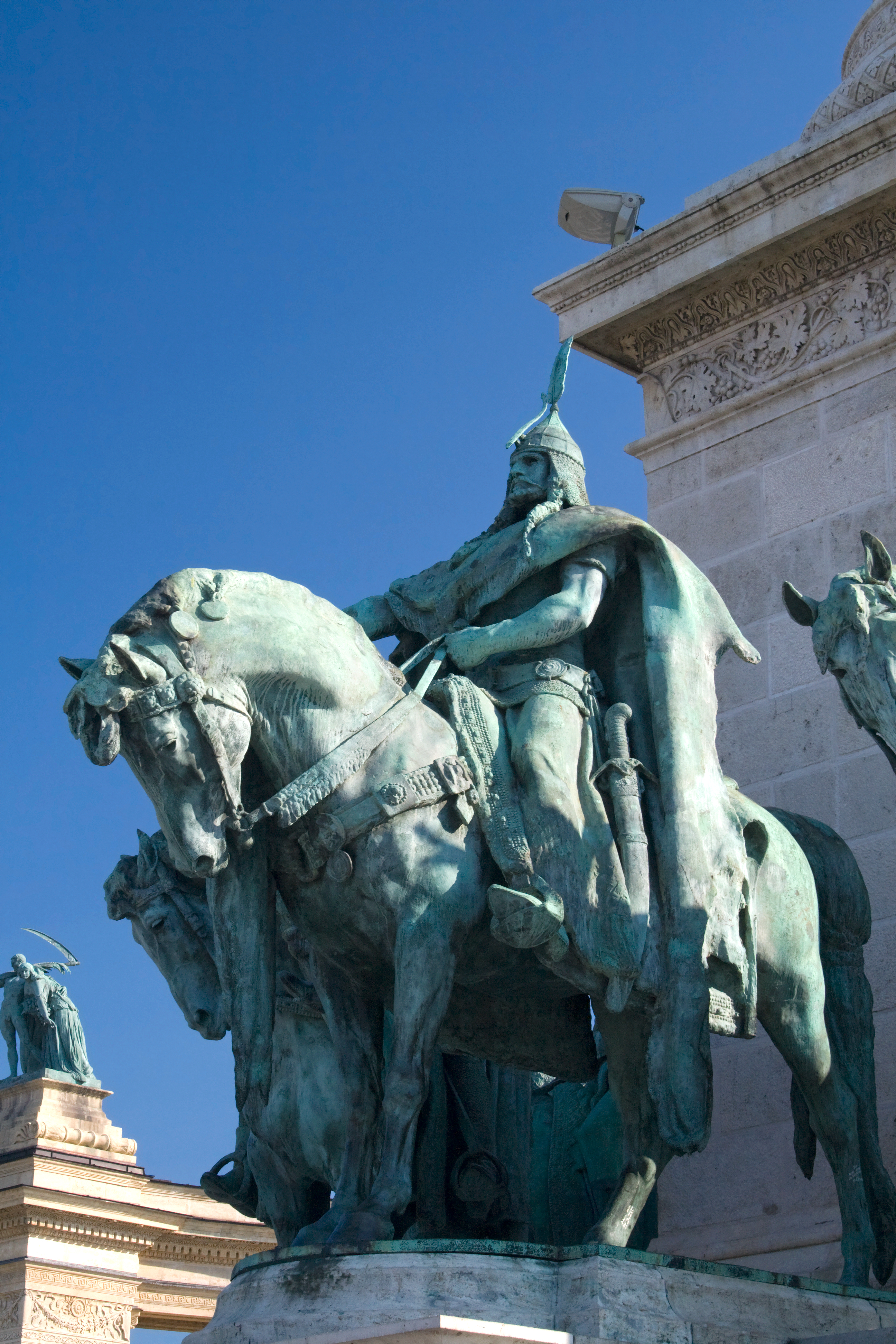
مجسمه آرپاد در میدان قهرمانان (بوداپست)